# Kibi, Ghana

Kibi (eller Kyebi) är en ort i södra Ghana. Den är huvudort för distriktet East Akim, och folkmängden uppgick till 15 113 invånare vid folkräkningen 2010.